# Leiostyla filicum
Leiostyla filicum is een slakkensoort uit de familie van de Lauriidae. De wetenschappelijke naam van de soort is voor het eerst geldig gepubliceerd in 1986 door Holyoak & Seddon.